# پوست

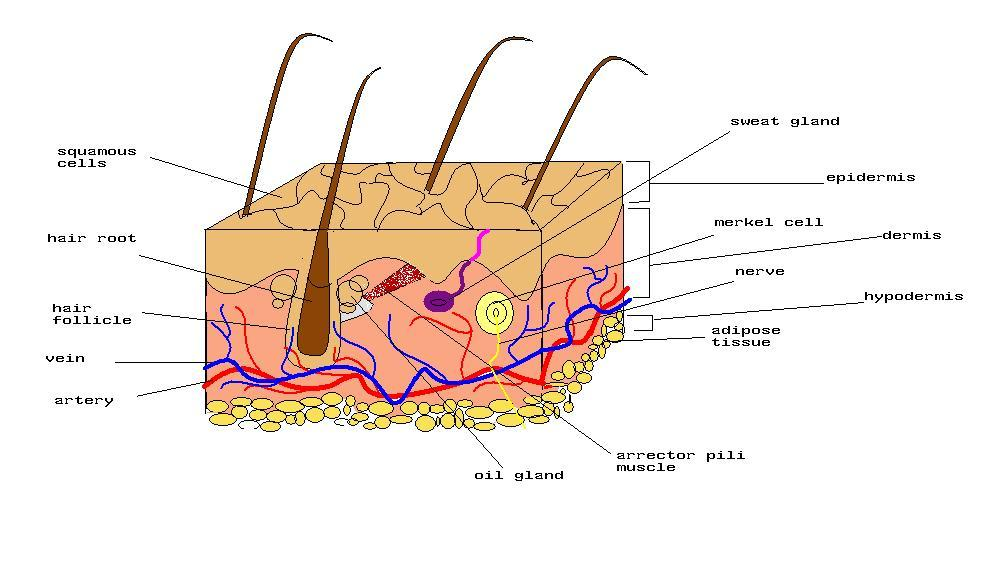

پوست بخشی از دستگاه پوششی بدن است. بخش‌های دیگر این دستگاه مو، ناخن و غشاء مخاطی هستند.
پوست دارای تا هفت لایه بافت اکتودرمی است که از عضلات، استخوان‌ها، رباط‌ها و اندام‌های داخلی محافظت می‌کند. پوست انسان شبیه پوست اکثر پستانداران دیگر است و بسیار شبیه پوست خوک است. اگرچه تقریباً تمام پوست انسان با فولیکول‌های مو پوشیده شده‌است، اما می‌تواند بدون مو به نظر برسد. دو نوع کلی پوست وجود دارد، پوست مودار و پوست بدون مو.
پوست نقش ایمنی مهمی در محافظت از بدن در برابر عوامل بیماری‌زا و از دست دادن بیش از حد آب دارد. عملکردهای دیگر آن عایق، تنظیم دما، حس، سنتز ویتامین D و محافظت از فولات ویتامین B است. پوست آسیب‌دیده شدید سعی می‌کند با تشکیل بافت اسکار بهبود یابد. این اغلب تغییر رنگ و رنگدانه دارد.
لایه بیرونی دارای چند لایه یاخته‌ای است که خارجی‌ترین لایه یاخته‌هایش مرده‌اند و به تدریج می‌ریزند. لایه درونی بافت پیوندی رشته‌ای (متراکم) وجود دارد که رشته‌ها در آن به طرز محکمی به هم تابیده‌اند و این لایه مانع نفوذ عوامل بیماری‌زا به بدن می‌شود.

## پوست متشکّل از سه لایهٔ اصلی است
- روپوست (اپیدرم) که لایهٔ نازک‌تر خارجی است.
- درم که لایه ضخیم‌تر داخلی است.
- هیپودرم که پوست را به بافت‌های ماهیچه‌ای متصل می‌کند

روپوست لایه‌های ضخیمی از سلول‌های مسطح است.
پوست با دارا بودن سطح متوسطی حدود ۲ متر مربع (۲٫۵ یارد مربع)، یکی از بزرگ‌ترین اعضا بدن است. پوست یک سد محافظتی بین محیط جهان اطراف با عضلات، اعضای درونی و رگ‌های خونی و اعصاب بدن تشکیل می‌دهد. مو و ناخن‌ها از پوست منشأ گرفته و یک حفاظت اضافی ایجاد می‌کنند. ظاهر پوست به‌طور گسترده‌ای تغییر می‌کند؛ که این تغییر نه تنها به دلیل عواملی همچون افزایش سن بوده، بلکه، نمایش دهنده نوسانات هیجانی و سلامت عمومی نیز است.
پوست یک عضو زنده است هرچند فوقانی‌ترین لایه آن لایه‌شاخی (اِستراتوم کورنِئوم) و روپوست (اپیدرم) بوده که سطح پوست را تشکیل می‌دهند و متشکل از یاخته‌های زنده و مرده هستند و در هر فرد حدود ۳۰ هزار عدد از این یاخته‌ها در هر دقیقه ریزش می‌کنند. باوجوداین، یاخته‌های زنده پوست دائماً در قسمت زیری‌تر روپوست تولید شده تا جایگزین این یاخته‌ها گردند. در زیر روپوست، درم قرار گرفته که حاوی عروق خونی، پایانه‌های عصبی و غدد است. لایه‌ای از چربی در زیر درم قرار می‌گیرد و به عنوان یک عایق، ضربه گیر و منبع انرژی عمل می‌کند.
بدن هر انسان در مدت زمان یک زندگی ۷۰ ساله، متوسط حدود ۴۶/۵ کیلوگرم پوست دور می‌ریزد و هر ماه تمام پوست هر فرد عوض شده و نو می‌شود.

## محافظت و احساس
هر چند اکثر قسمت‌های پوست ضخامتی کمتر از ۶ میلیمتر (¼ اینچ) دارند، اما پوست یک لایه محافظتی قوی است. جزء اصلی سطح پوست یک پروتئین زمخت فیبری است که کراتین نام دارد. این ماده را می‌توان در مو که ایجاد حفاظت و گرما می‌کند و در ناخن‌ها که انتهاهای ظریف انگشتان دست و پا را می‌پوشانند، پیدا کرد. پوست یک سد دفاعی کاملاً مؤثر در برابر میکروارگانیسم‌ها و مواد مضر ایجاد می‌کند، اما این سد بیشترین تأثیر را زمانی دارد که سطح آن دست نخورده باقی بماند. زخم‌ها ممکن است عفونی شوند و به باکتری‌ها، که بعضی از آن‌ها در سطح پوست زندگی می‌کنند، اجازه دهند که وارد جریان خون شوند. سبوم که مایع روغنی است و از غدد سباسه موجود در درم تشکیل می‌گردد، به حفظ حالت ارتجاعی پوست و دفع آب، کمک می‌نماید. به دلیل اینکه پوست ما حالت ضدآب دارد، آب را به هنگام دوش گرفتن مثل یک اسفنج، جذب نمی‌کنیم.
احساس لامسه ما از گیرنده‌هایی که در قسمت درم پوست وجود دارند و به فشار، ارتعاش، گرما، سرما و درد پاسخ می‌دهند، ناشی می‌شود. در هر ثانیه، میلیاردها پیام از تحریکات دریافت شده در سرتاسر بدن به مغز ارسال شده و در آن‌جا این پیام‌ها به صورت یک «تصویر» حسی در می‌آید و فرد را از خطراتی مثل یک وسیله داغ، آگاه می‌سازند، بعضی نواحی حسی مثل انتهای انگشتان، دارای تراکم بالایی از گیرنده‌ها هستند.
پوست همچنین یک نقش اساسی در تنظیم دمای بدن ایفا می‌کند و زمانیکه در معرض تابش نور خورشید قرار می‌گیرد، ویتامین D تولید می‌کند که برای ایجاد استخوان‌های قوی لازم است.

## یک لایهٔ واکنش‌گر
پوست ما به شیوه زندگی ما واکنش نشان می‌دهد، برای مثال، پوست دستان یک باغبان ضخیم شده تا حفاظت بیشتری ایجاد کند. در طی روند پیری، پوست چروکیده شده و خاصیت ارتجاعی آن کمتر می‌شود که این حالت می‌تواند در نتیجه سیگار کشیدن یا تماس بیش از حد با نور خورشید، سریع‌تر شود. همچنین، پوست می‌تواند رنگ خود را تغییر دهد. در برخورد مستقیم با نور خورشید، اپیدرم و درم ملانین بیشتری تولید می‌کنند، ملانین، رنگدانه‌ای است که تشعشعات مضر فرابنفش را فیلتر می‌کند.
افزایش ملانین باعث تیره‌شدن پوست می‌شود. مردمی که اصلیت آن‌ها متعلق به مناطقی با تابش شدید نور خورشید است، دارای پوست تیره‌تری بوده که به راحتی پوست روشن نمی‌سوزد. افرادی که پوست روشن دارند به دلیل داشتن ملانین کمتر در پوست خود نسبت به آفتاب سوختگی حساس‌تر هستند.

## رشد و ترمیم
پوست به‌طور دائم خود را از طریق ریزش سلول‌های مرده و تولید سلول‌های تازه، نوسازی می‌کند. در نتیجه سلول‌های سطحی که به دلیل سایش، آسیب یا بیماری از دست می‌روند، سریعاً جایگزین می‌شوند. سلول‌های جدید در اپیدرم که لایه فوقانی پوست است و به عنوان یک پوشش محافظتی ضخیم عمل می‌کند، ساخته می‌شوند.

## مشخصات بافت شناختی و فیزیولوژیک

بافت همبند در پوست سر. بزرگنمایی : 10x

### رشد پوست.
در اکثر نواحی بدن، روپوست، چهار لایه دارد. در تحتانی‌ترین قسمت، لایه قاعده‌ای قرار دارد، که در آن سلول‌های جدید ساخته می‌شوند. به موازات حرکت به سطح، سلول‌ها تغییر می‌کنند تا لایه‌های بینابینی یعنی سلول‌های خاردار و دانه‌ای را تشکیل دهند. سلول‌های در عرض ۲–۱ ماه به سطح می‌رسند. لایه سطحی متشکل از سلول‌های مسطح مرده‌است که دائماً ریزش می‌کنند.

### سلول لایه سطحی.
سلول‌های مسطح مرده در سطح پوست یک پوشش محافظتی خشن تشکیل می‌دهند. این سلول‌ها دائماً به موازات از دست رفتنشان، جایگزین می‌شوند.
لایهٔ لوسیدوم:که زیر لایهٔ شاخی قرار داشته و یک لایه ضدآب با پیوندهای محکم بین سلولی می‌باشد
سلول دانه‌ای:
سلول‌های لایه دانه‌ای (گرانولار) مسطحتر از سلول‌های خاردار هستند و ساختار سلولی آن‌ها شروع به بهم خوردن می‌کند.
سلول خاردار:
سلول‌های واقع در لایه سلولی خاری، بر آمدگی‌های خاری دارند که آن‌ها را به هم متصل می‌کند و به پوست قدرت می‌دهد.
سلول قاعده‌ای:
سلول‌های لایه قاعده‌ای به میان‌پوست چسبیده‌اند. این ناحیه، قسمتی از پوست است که سلول‌های آن مرتباً تقسیم می‌شوند تا سلول‌های جدید را که بعداً به لایه‌های بعدی تبدیل می‌شوند، بسازد.

### ترمیم پوست.
زمانیکه پوست آسیب می‌بیند، از طریق ترمیم بافت آسیب دیده و جایگزین ساختن بافت از دست رفته با سلول‌های جدید، پاسخ می‌دهد. طی روند ترمیم، بافت مرده یا آسیب دیده، ابتدا توسط بافت زخم و به تدریج با سلول‌های جدید سالم جایگزین می‌شود. ترمیم پوست طی مراحلی که در زیر گفته شده، صورت می‌گیرد.
1. هر آسیبی که منجر به ضایعه پوستی شود، در صورتیکه ضایعه سطحی باشد مسئله مهمی نیست. ممکن است رگهای خونی میان‌پوست آسیب دیده و باعث خون‌ریزی شود.
2. خون از رگهای خونی نشت پیدا کرده، منجر به تشکیل لخته می‌شود. فیبروبلاست‌ها و دیگر یاخته‌های اختصاصی ترمیمی تکثیر شده و به ناحیه آسیب دیده مهاجرت می‌کنند.
3. فیبروبلاست‌ها: کلافه‌ای از بافت فیبردار در داخل لخته ایجاد می‌کنند. به موازات انقباض رشته‌های فیبرین کلافه دچار چروکیدگی می‌شود. بافت پوستی جدید در زیر تشکیل می‌گردد.
4. کلافه فیروز، سفت شده تا یک کبره زخم بر روی سطح پوست ایجاد کند. زمانی‌که رشد پوست جدید کامل شود این کبره می‌افتد. با این وجود اثر زخم ممکن است باقی ماند.

## سطح مقطع دقیق

### جدول لایه‌ها و ساختارهای پوست
| لایه/ساختار             | ضخامت            | سلول‌های اصلی                                                         | عملکردهای حیاتی |
| ----------------------- | ---------------- | -------------------------------------------------------------------- | --- |
| اپیدرم (لایه بیرونی)    | 0.05-1.5 mm      | • کراتینوسیت‌ها • ملانوسیت‌ها • سلول‌های لانگرهانس • سلول‌های مرکل       | • سد محافظتی در برابر عوامل خارجی • تولید ملانین برای محافظت در برابر UV • تجدید سلولی هر 28-30 روز • پیشگیری از دهیدراته شدن بدن                  |
| درم (لایه میانی)        | 1.5-4 mm         | • فیبروبلاست‌ها • ماست سل‌ها • ماکروفاژها • سلول‌های عضلانی صاف         | • تولید کلاژن و الاستین برای استحکام • تنظیم دمای بدن (گشاد/تنگ شدن عروق) • حاوی گیرنده‌های حسی (لمس، فشار، درد) • حمایت ساختاری برای فولیکول‌های مو |
| هیپودرم (لایه زیرپوستی) | 3-30 mm          | • آدیپوسیت‌ها (سلول‌های چربی) • فیبروبلاست‌ها • سلول‌های بنیادی مزانشیمی | • ذخیره انرژی به صورت چربی • عایق حرارتی برای بدن • ضربه‌گیری و محافظت مکانیکی • ذخیره ویتامین‌های محلول در چربی                                     |
| غدد عرق                 | 0.1-0.5 mm (قطر) | • سلول‌های ترشحی • سلول‌های میواپیتلیال • سلول‌های داکتال               | • تنظیم دمای بدن از طریق تعریق • دفع مواد زائد و سموم • مرطوب‌سازی سطح پوست • ایجاد سد اسیدی در برابر باکتری‌ها                                      |
| فولیکول‌های مو           | عمق 2-7 mm       | • کراتینوسیت‌ها • ملانوسیت‌ها • سلول‌های پاپیلایی • سلول‌های بنیادی      | • تولید مو برای محافظت و عایق‌بندی • گیرنده‌های حساس لمسی • ترشح سبوم (چربی پوست) • ترمیم زخم‌ها                                                      |
| عروق خونی و لنفاوی      | شبکه گسترده      | • سلول‌های اندوتلیال • سلول‌های عضلانی صاف • سلول‌های پری‌سیت            | • تغذیه سلول‌های پوستی • انتقال اکسیژن و مواد مغذی • سیستم ایمنی و التیام زخم‌ها • تنظیم دمای بدن                                                    |